# П. К. Росі
П. К. Росі (10 лютого 1903 – 1988) – індійська акторка малаяламського кіно. Вона є першою актрисою малаяламського кіно. Знялася у фільмі Vigathakumaran режисера JC Daniel, за що стала мішенню для розлюченого натовпу через свою кастовуу приналежність.

## Ранні роки
Вона народилася під ім'ям Раджамма 10 лютого 1903 року в Нанданкоде Трівандрумі в християнській родині з касти недоторканих Пулая. Батько Росі, Паулос, був кухарем іноземного місіонера церкви London Missionary Society (LMS). Її батько помер, коли вона була ще маленькою, залишивши сім'ю в бідності. Вона також регулярно відвідувала місцеву школу виконавських мистецтв, щоб вивчати Каккаріссі Натакам, традиційне театрально-танцювальне мистецтво штата Керала.
Любов Росі до акторства перевершила її занепокоєння щодо того, як її можуть назвати в суспільстві.
Існує твердження, що вона вийшла заміж за тамільського водія-далекобійника Кешавана і переїхала до Тамілнаду, де використовувала ім'я «Раджаммала». Щодо походження її імені «Росі», багато хто стверджує, що її сім'я прийняла християнство і змінила її ім'я з Раджамма на Росамма. Росі та її чоловік нікому не розкривали свого минулого. Їхні діти були посвячені в деякі подробиці.

## Кар'єра
До 1928 року вона виконувала танець-перформанс Каккірасі, жнивні та народні пісні, створені в рамках об'єднання артистів під назвою «Черамар Калаведі» ("Cheramar Kalavedi"), яке стало тренувальним майданчиком для входження у світ мистецтва. Драматична трупа «Kakkirasi» та трупа «Rajah Party Drama Troop» змагалися між собою за Роcамму, ця конкуренція підвищила зоряну вартість актриси Роcамми. Завдяки цьому вона стала героїнею фільму Джей Сі Деніела після того, як його перша потенційна героїня виявилася непридатною для цієї ролі. Вона зіграла у фільмі героїню Сароджині, з касти наяр. Коли фільм Vigathukumaran вийшов на екрани, члени наярської спільноти були розлючені, побачивши, що жінка-далітка зображає наярку. Багато видатних представників кіноіндустрії того часу відмовилися прийти на відкриття «Віґатукумарану», якщо там буде фізично присутня Росі, в тому числі відомий адвокат Мадхур Говіндан Піллай. Після сцени, в якій головна героїня цілує квітку у своєму волоссі, глядачі закидали екран камінням. Сам режисер Даніель не запросив її на прем'єру в театр «Капітолій» у Тіруванантапурамі, побоюючись негативної реакції, але Росі все одно прийшла та була змушена дивитися повторний показ через тих, хто бойкотував цей захід. Натовп перетворився на розлючений натовп, який зірвав екран і пошкодив театр. Зрештою, Росі довелося тікати.

## Спадщина
Історію фільму вперше відкрив для себе наприкінці 1960-х років Челангатт Гопалакрішнан, а в 1971 році Кунукуджі опублікував свою першу статтю про неї.
У 2013 році Камаль зняв байопік про режисера JC Daniel. Фільм частково заснований на романі Віну Абрахама Nashta Naayika, а також розповідає про життя Росі. Її грає дебютантка Чандні Гітха. Про її життя також було знято два інших фільми: The Lost Child та Ithu Rosiyude Katha («Це історія Росі»). Колектив «Жінки в кіно» (WCC), який прагне покращити умови праці для жінок у кіно, заснував Кінотовариство на честь П. К. Росі. П. К. Росі Смарака Самітхі (P K Rosy Smaraka Samithi) [потрібне додаткове пояснення] був урочисто відкритий міністром кінематографії Тірвуванчуром Радхакрішнаном у прес-клубі.
10 лютого 2023 року Google вшанував Розі дудлом з нагоди її 120-річчя.